# اضطهاد تنظيم الدولة الإسلامية (داعش) لليزيديين
مُمارسات تنظيم الدولة الإسلامية مع الإيزيديين وصفت بأنها إبادة جماعية أو حملة تعريب وتغيير ديموغرافي للمنطقة من قبل تنظيم الدولة الإسلامية في العراق والشام تعرض لها الأيزيديون في العراق، جرت هذه الإبادة بعد بدأ الحرب بين تنظيم داعش وإقليم كردستان في شمال العراق، حيث انسحبت قوات البيشمركة انسحاب مفاجئ من بلدة سنجار فقامت قوات داعش بالسيطرة على البلدة في يوم 3 أغسطس 2014 وقتلوا عددا كبير من الإيزيديين يصل لحوالي 5,000 شخص وقاموا بسبي العديد من النساء الإيزيديات، بينما هرب البقية إلى جبل سنجار وحوصروا هناك لعدة أيام ومات العديد منهم هناك بسبب الجوع والعطش والمرض، إلى أن تمكنت قوات حزب العمال الكردستاني ووحدات حماية الشعب الكردي بدعم جوي من قوات التحالف بقيادة الولايات المتحدة من تأمين هروب الإيزيديين من جبل سنجار إلى مناطق أكثر أمان وخدمة.
تسببت الحملة بمقتل 3 آلالاف إيزيدي واختطاف 5 آلاف آخرين وتشريد 400 ألف في دهوك وأربيل وزاخو، فضلا عن تعرض 1500 امرأة للاغتصاب الجماعي، وبيع منهم 1000 بالسوق كسبايا. بينما نشر تنظيم داعش فيديو يقولون فيه أن المئات من الإيزيدية دخلوا الإسلام ويظهر مجموعة منهم تردد الشهادة وتصلي وهم محاطون برجال التنظيم.

## خلفية

### الإيزيديون والدين الإيزيدي
الإيزيديون هم موحدون يعبدون الملك الطاووس، وهو ملاك خيِّر يظهر على هيئة طاووس. تنظُر الدولة الإسلامية (داعش) وبعض المسلمين في المنطقة إلى ملاك الطاووس باعتباره مخلوقاً شيطانياً يُمثّل إبليس أو الشيطان، ويعتبرون الإيزيديين "عبّاد شيطان". لا تعتبر داعش الإيزيديين من أهل الكتاب أو مؤهّلين للحصول على ذمّة أو الحماية المرتبطة بها؛ بينما يوفّر الإسلام المعتدل هذه الحماية لعدد كبير من الديانات المُعتبرة. وقد وثّق المجتمع الإيزيدي اضطهاداته التاريخية، واعتبر تفجيرات قحطانية بمثابة الإبادة الجماعية رقم 73. أما اضطهاد الدولة الإسلامية فقد عُدّ الإبادة رقم 74.
في أغسطس 2014، تعرّضت أكثر من 300 عائلة إيزيدية للتهديد وأُجبرت على الاختيار بين التحوّل إلى الإسلام السني أو الموت.

### اضطهاد الإيزيديين

#### خلال العهد العثماني
في سنة 1640، هاجم 40,000 جندي عثماني المجتمعات الإيزيدية حول جبل سنجار، فقتلوا 3,060 إيزيدي في المعركة، ثم نهبوا وأحرقوا 300 قرية إيزيدية، وقتلوا ما بين 1,000 إلى 2,000 من الإيزيديين الذين لجأوا إلى الكهوف حول مدينة سنجار؛
وفي سنة 1892، أمر السلطان عبد الحميد الثاني بحملة تجنيد جماعي أو قتل للإيزيديين ضمن حملته لأسلمة الدولة العثمانية، والتي استهدفت أيضًا الأرمن ومسيحيين آخرين.

#### في العراق بعد عام 2003
في أبريل 2007، اختُطِفت حافلة في الموصل، وطُلب من المسلمين والمسيحيين النزول، بينما بقي 23 راكبًا إيزيديًا اقتيدوا إلى موقع شرقي الموصل وتم قتلهم هناك.
في أغسطس 2007، تعرّضت مجتمعان إيزيديان في قحطانية (جنوب سنجار) وجزيرة (صِبا شيخ خدر)، بالقرب من الموصل، إلى أربع تفجيرات بسيارات مفخخة تحمل طنين من المتفجرات، ما أسفر عن مقتل ما بين 336–500 شخص وإصابة 1,500 آخرين. لم تُعرف هوية الجناة؛ إلا أن الولايات المتحدة اعتبرت "القاعدة المشتبه به الرئيسي" بسبب حجم التفجيرات وتنسيقها المحكم.

## صعود الدولة الإسلامية

### الهجوم على العراق الخاضع للسيطرة الكردية
في 3 أغسطس 2014، شنّ مسلحو تنظيم الدولة الإسلامية هجومًا على مدينة سنجار في شمال العراق، وهي مدينة تحت السيطرة الكردية وكان يقطنها بشكل رئيسي الأيزيديون، والمناطق المحيطة بها.
في 3 أغسطس 2014، أفاد الإيزيديون، ومنشورات الإنترنت الخاصة بتنظيم الدولة الإسلامية (داعش)، عن تنفيذ عمليات إعدام جماعية من قبل مسلحي التنظيم في ذلك اليوم، مما دفع حوالي 200,000 مدني للفرار من سنجار، ومن بينهم نحو 50,000 إيزيدي فروا إلى جبل سنجار المجاور. وقد تم محاصرتهم على الجبل من قبل مسلحي داعش وكانوا يواجهون المجاعة والعطش.
في 4 أغسطس 2014، أصدر الأمير تحسين سعيد، إمام الإيزيديين، نداءً إلى قادة العالم، يطالبهم بتقديم المساعدة للإيزيديين الذين يتعرضون للهجوم من قبل داعش.

### مجازر الإيزيديين

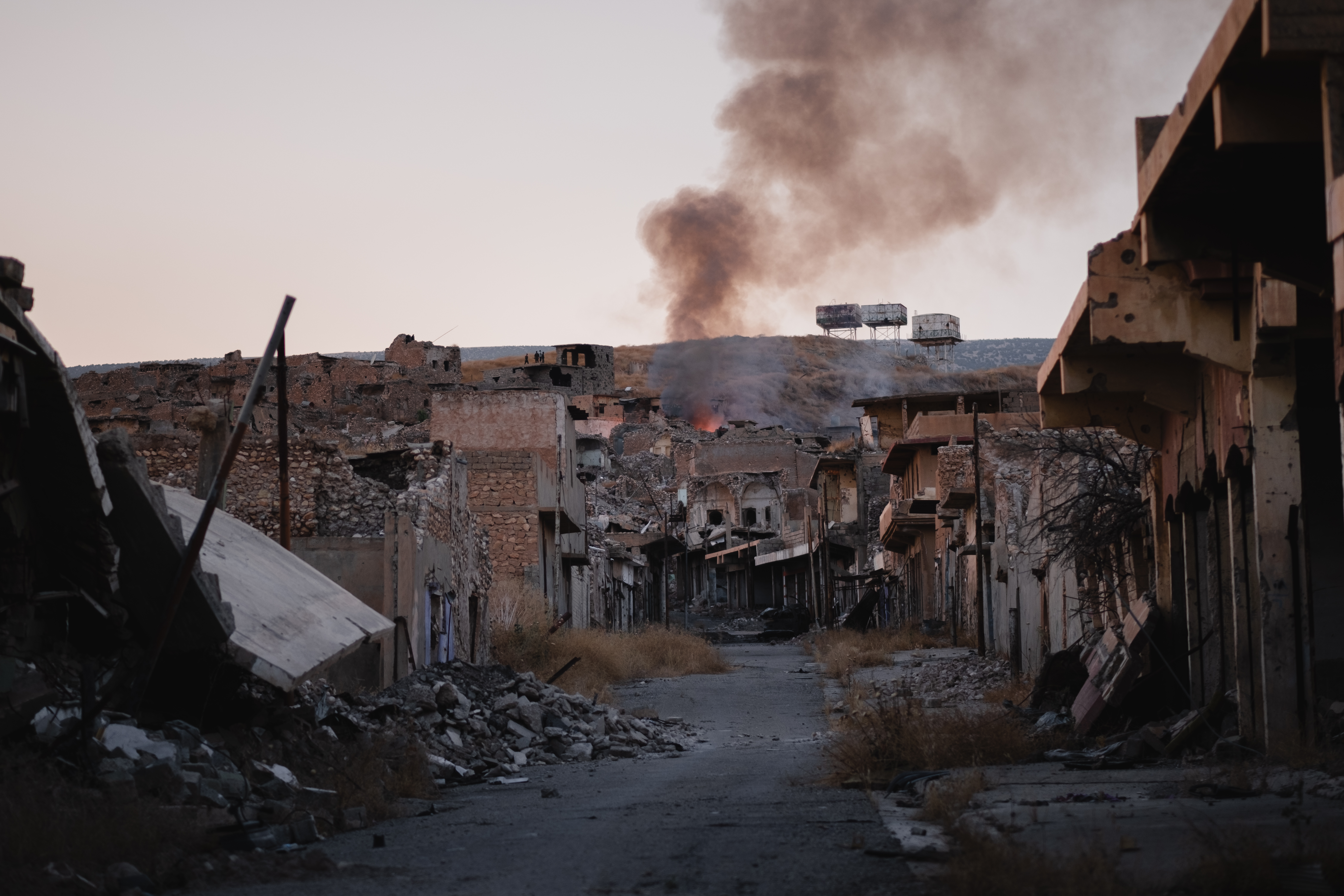
خراب سنجار في يوليو 2019 بعد غزو تنظيم الدولة الإسلامية

في 3 أغسطس 2014، قام تنظيم الدولة الإسلامية بقتل الرجال من منطقة القاعدة، حيث تم الهجوم على عشر عائلات إيزيدية كانت تحاول الهروب من المنطقة؛ وقد أطلق مسلحو التنظيم النار على 70 إلى 90 رجلاً إيزيدياً في قرية قينية.
في 4 أغسطس، هاجم مقاتلو التنظيم جبل سنجار، وقتلوا 30 رجلاً إيزيدياً؛ كما تم قتل 60 آخرين في قرية حردان. وفي نفس اليوم، صرح قادة المجتمع الإيزيدي بأن ما لا يقل عن 200 إيزيدي قد قتلوا في سنجار (انظر مجزرة سنجار)، و60 إلى 70 في منطقة جبل الرمادي.
وفقًا للتقارير الواردة من الناجين من الإيزيديين، بين 3 و 6 أغسطس، تم قتل أكثر من 50 إيزيدياً بالقرب من قرية دولا، 100 في قرية خانا سور، 250-300 في منطقة حردان، أكثر من 200 على الطريق بين عدنانية والجزيرة، العشرات بالقرب من قرية الشمال، وعلى الطريق من ماتو إلى جبل سنجار.
في 10 أغسطس، ووفقًا لتصريحات الحكومة العراقية، قام مسلحو تنظيم الدولة الإسلامية بدفن الضحايا أحياء من النساء والأطفال الإيزيديين في شمال العراق، وذلك خلال هجوم أدى إلى مقتل 500 شخص.
أولئك الذين تمكنوا من الفرار عبر نهر دجلة إلى المناطق الخاضعة لسيطرة الأكراد في سوريا في 10 أغسطس، أدلوا بشهادات عن مشاهدتهم لأشخاص آخرين كانوا يحاولون الفرار وماتوا لاحقًا.
في 15 أغسطس، وفي قرية كوجو الإيزيدية جنوب سنجار، وبعد أن تلقى جميع السكان إنذارًا من الجهاديين بضرورة اعتناق الإسلام أو القتل، قُتل أكثر من 80 رجلًا.
أفاد شاهد عيان أن سكان القرية اعتنقوا الإسلام تحت الإكراه، ولكن بعد أن رفض كبير القرية اعتناق الإسلام، نُقل جميع الرجال في شاحنات بحجة أنهم سيُنقلون إلى سنجار، ثم تم إطلاق النار عليهم أثناء الطريق.[بحاجة لمصدر]
ووفقًا لتقارير من ناجين قابلهم مكتب الأمم المتحدة لحقوق الإنسان، ففي 15 أغسطس، تم تجميع جميع الرجال من قرية كوجو (يُعتقد أنهم يصلون إلى 400 رجل) وأُعدموا رميًا بالرصاص، بينما تم اختطاف حوالي 1,000 من النساء والأطفال؛ وفي اليوم نفسه، أُعدم نحو 200 رجل إيزيدي في سجن بمدينة تلعفر بعد رفضهم التحول إلى الإسلام.
بين 24 و25 أغسطس، أعدم تنظيم الدولة الإسلامية 14 رجلًا إيزيديًا مسنًا في مزار الشيخ مند، كما تم تفجير مزار قرية جدالة الإيزيدي.
وفي 1 سبتمبر، أضرم تنظيم الدولة النار في القرى الإيزيدية كوتان وهاريكو وكرغ شارفسكي، وفي 9 سبتمبر اكتشف مقاتلو البيشمركة مقبرة جماعية تحتوي على جثث 14 مدنيًا تم إعدامهم، ويُعتقد أنهم من الإيزيديين.
ووفقًا لتقرير صادر عن مكتب حقوق الإنسان ويونامي في 26 سبتمبر، فإنه بحلول نهاية أغسطس، قُتل ما بين 1,600 و1,800 من الإيزيديين بسبب الإعدام أو الجوع.
وفي أوائل أكتوبر، قدّر الباحث في تاريخ الإيزيديين بجامعة شيكاغو، ماثيو باربر، أن تنظيم الدولة قتل نحو 5,000 رجل إيزيدي.
ووفقًا للأمم المتحدة، فإن تنظيم الدولة الإسلامية ارتكب مجزرة سنجار في أغسطس 2014، حيث قُتل فيها 5,000 رجل إيزيدي، وتم اختطاف نحو 7,000 امرأة وفتاة إيزيدية وأُجبرن على الاستعباد الجنسي.
وفي مايو 2015، أصدر حزب التقدم الإيزيدي بيانًا أفاد فيه بأن 300 أسير إيزيدي قد قُتلوا في 1 مايو على يد تنظيم الدولة في تلعفر، العراق.
وأشارت دراسة نُشرت عام 2017 في مجلة بلوس ميديسن (بالإنجليزية: PLOS Medicine) إلى أن عدد القتلى من الإيزيديين يتراوح بين 2,100 و4,400، وعدد المختطفين بين 4,200 و10,800.

## العنف ضد النساء والفتيات الإيزيديات

### الاغتصاب والاستعباد الجنسي
أورد تقرير الأمين العام للأمم المتحدة لعام 2017 بشأن العنف الجنسي المرتبط بالنزاع تفاصيل الهجمات الوحشية التي وقعت في الموصل، وسنجار، وتلعفر، وسهول نينوى شمال العراق، حيث تعرّض المدنيون، ولا سيما النساء والفتيات من الأقليات العرقية والدينية، لعنف جنسي مروّع. ووفقًا للتصريحات، تم تحرير 971 امرأة وفتاة إيزيدية بينما بقيت 1,882 أُخريات مستعبدات في العراق وسوريا. كما أُبلغ عن نقل قسري للإيزيديين من الموصل إلى الرقة، ووقائع الاتجار بالبشر، وبيع النساء والأطفال، واستخدام المستعبدات جنسيًا كدروع بشرية من قبل تنظيم الدولة الإسلامية خلال عمليات الموصل.

#### الاختطاف
في 3 أغسطس، اختطف تنظيم الدولة الإسلامية نساءً وأطفالًا من منطقة القحطانية، وتم نقل ما بين 450 و500 امرأة وفتاة إيزيدية إلى تلعفر، ومئات أخريات إلى منطقة سي باشا خدري ثم إلى البعاج. وعند مهاجمة جبل سنجار في 4 أغسطس، اختطف عناصر التنظيم عددًا من النساء في قرية حردان الإيزيدية، حيث تم اختطاف الزوجات والبنات؛ كما اختُطفت نساء إيزيديات من قرى أخرى في المنطقة.
وفي 6 أغسطس، اختطف تنظيم الدولة 400 امرأة إيزيدية في سنجار لبيعهن كسبايا. ووفقًا لتقارير ناجين من الإيزيديين، فقد تم بين 3 و6 أغسطس اختطاف 500 امرأة وطفل إيزيدي من البعاج وأكثر من 200 من تل بنات. وفي بيان للحكومة العراقية في 10 أغسطس 2014، أُشير إلى أن المئات من النساء تم استعبادهن في شمال العراق.
وفي 15 أغسطس، تم اختطاف أكثر من 100 امرأة من قرية كوجو الإيزيدية جنوب سنجار، ووفقًا لبعض شهادات الناجين، فقد بلغ عدد المختطفات حتى 1,000 امرأة وطفل من قرية خوجو.
ووفقًا لتقرير مشترك صادر عن مكتب حقوق الإنسان ويونامي في 26 سبتمبر، فإنه حتى نهاية أغسطس تم اختطاف نحو 2,500 من الإيزيديين، معظمهم من النساء والأطفال.
تم بيع النساء الإيزيديات المختطفات في أسواق النخاسة، حيث استخدم تنظيم الدولة "الاغتصاب كسلاح حرب" وفقًا لتقرير لشبكة CNN، وكان لدى التنظيم أطباء نساء لفحص المختطفات. وتم إخضاع النساء لفحوصات جسدية للتأكد من كونهن عذارى أو إن كن حوامل. وفي حال تم التأكد من الحمل، أُجبرت بعض النساء على الخضوع لعمليات إجهاض قسري على يد أطباء تابعين للتنظيم.

#### الاتجار الجنسي
أشارت هالة إسفندياري، أستاذة في مركز وودرو ويلسون الدولي للعلماء، إلى الانتهاكات التي تعرّضت لها النساء المحليات على يد مقاتلي تنظيم الدولة الإسلامية بعد سيطرتهم على مناطق معينة. وقالت: "عادةً ما يتم أخذ النساء الأكبر سنًا إلى سوق عبيد مؤقت لمحاولة بيعهن، أما الفتيات الأصغر سنًا... فيتعرضن للاغتصاب أو يُزوّجن للمقاتلين"، مضيفةً: "الأمر مبني على زيجات مؤقتة، وبمجرد أن يمارس المقاتلون الجنس مع الفتيات، يُمرَّرن إلى مقاتلين آخرين".
وفي أكتوبر 2014، تحدثت نَزَند بَگيخاني عن النساء الإيزيديات اللواتي تم أسرهن على يد التنظيم قائلةً: "لقد تم التعامل مع هؤلاء النساء كما لو كنَّ ماشية... تعرضن لعنف جسدي وجنسي، بما في ذلك الاغتصاب المنهجي والاستعباد الجنسي. وتم عرضهن في أسواق في الموصل وفي الرقة بسوريا وُضعت عليهن بطاقات أسعار".
وبحسب شهادات شهود عيان، فإن فتيات إيزيديات في العراق تعرضن للاغتصاب على يد مقاتلي تنظيم الدولة، ما دفع بعضهن للانتحار عبر القفز من جبل سنجار.

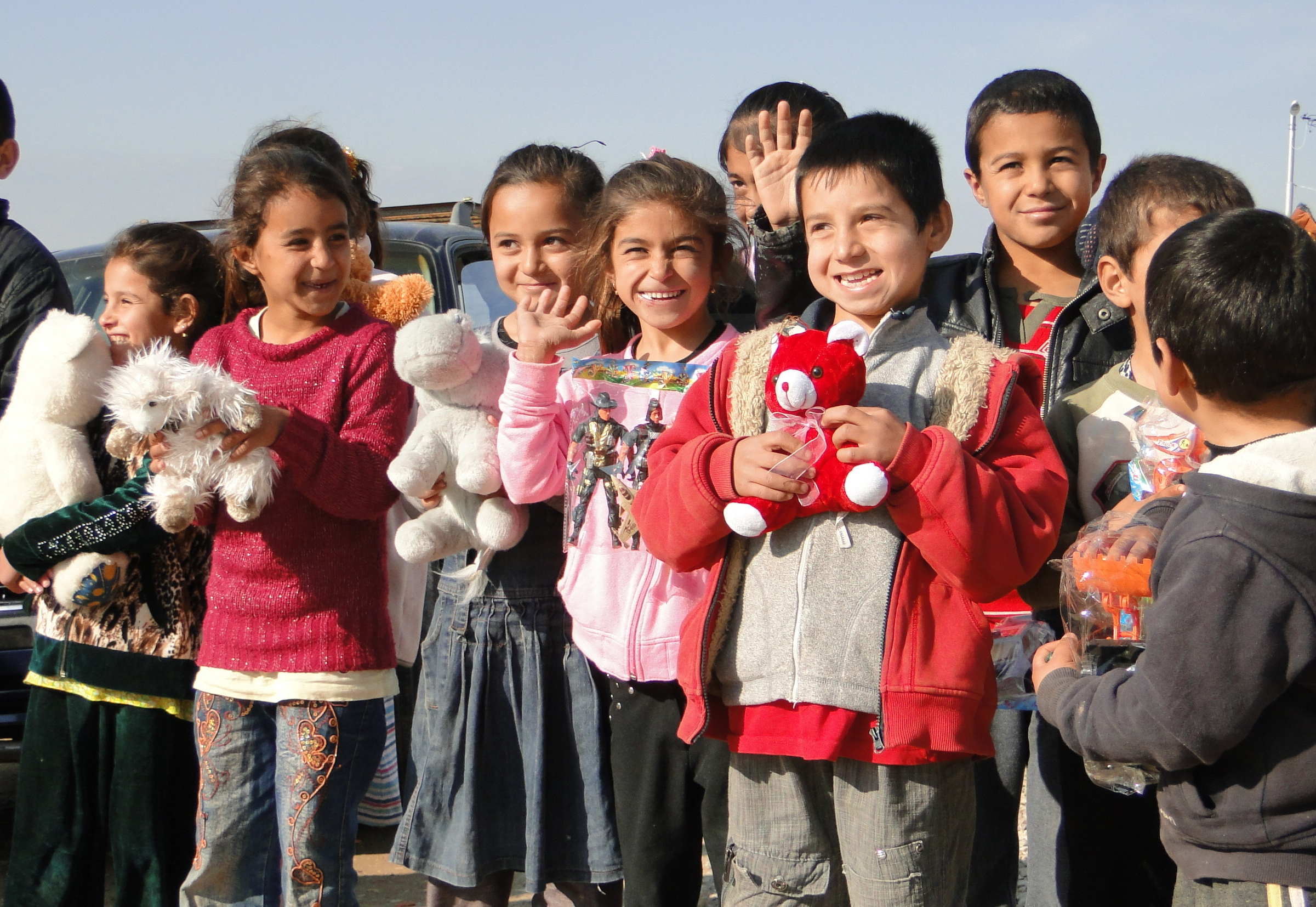
ديفيند إنترناشيونال قدّمت مساعدات إنسانية للاجئين الإيزيديين في كردستان العراق في ديسمبر 2014.

في 2 أكتوبر 2014، أصدر تقرير للأمم المتحدة يستند إلى 500 مقابلة مع شهود عيان، ذكر أن تنظيم الدولة الإسلامية قام بنقل ما بين 450 إلى 500 امرأة وفتاة إلى منطقة نينوى في العراق خلال أغسطس، حيث "تم نقل 150 فتاة وامرأة غير متزوجة، معظمهن من الطائفتين الإيزيدية والمسيحية، إلى سوريا، إما لاستعبادهن كمكافآت للمقاتلين أو لبيعهن كعبيد جنس".
وفي نفس الشهر، كشف تقرير آخر للأمم المتحدة أن تنظيم الدولة الإسلامية احتجز ما بين 5,000 إلى 7,000 امرأة إيزيدية كعبيد أو عرائس بالإكراه في شمال العراق خلال أغسطس 2014.
في 4 نوفمبر 2014، صرّحت الدكتورة وداد عقراوي من ديفند إنترناشيونال أن "على المجتمع الدولي أن يعرّف ما يحدث للإيزيديين بأنه جريمة ضد الإنسانية، وجريمة ضد التراث الثقافي للمنطقة، وتطهير عرقي"، وأضافت أن النساء الإيزيديات يتعرضن لـ"عنف منهجي قائم على النوع الاجتماعي، ويتم استخدام العبودية والاغتصاب كسلاح حرب".
وفي سبتمبر السابق، أهدت رئيسة ديفند إنترناشيونال جائزة بيفر الدولية للسلام للإيزيديين والمسيحيين وسكان كوباني، موضحة أن الأوضاع الميدانية تُظهر أن هؤلاء المدنيين المسالمين ليسوا بأمان بسبب أصلهم العرقي أو ديانتهم، مما يستدعي تدخلاً عاجلاً من المجتمع الدولي.
كما دعت إلى عدم نسيان الضحايا، بل إنقاذهم، وحمايتهم، وتقديم المساعدات الكاملة لهم، وتعويضهم بشكل عادل.
في يونيو 2017، كشفت فيان دخيل، النائبة في البرلمان العراقي، عن حادثة مروّعة تعرضت لها إحدى النساء الإيزيديات الأسيرات لدى تنظيم الدولة الإسلامية، حيث تم احتجازها لمدة ثلاثة أيام في قبو دون طعام، ثم أعطاها عناصر التنظيم وجبة طعام، وبعد أن أكلتها، قالوا لها: "لقد طهينا لكِ ابنكِ الرضيع البالغ من العمر عامًا واحدًا، وهذا ما أكلته للتو".
وفي الفيلم الوثائقي القصير بنات الشمس الذي عُرض عام 2023، روت فتاة شابة تجربتها قائلة: "اشتراني رجل. كان عراقيًا من تلعفر. عمره 24 سنة... كنت عبدة له وأعتني بأطفاله. كان يضربني طوال الوقت. بقيت مع تلك العائلة ثلاث سنوات. لم يمر يوم واحد دون أن يضربني. في معظم الأوقات لم أكن أستطيع الرؤية بسبب تورم عينيّ".

#### عملية بيع النساء الإيزيديات والمسيحيات
في 3 نوفمبر 2014، ظهر على الإنترنت ما سُمّي بـ"قائمة أسعار" للنساء الإيزيديات والمسيحيات الصادرة عن تنظيم الدولة الإسلامية. وكانت الدكتورة وداد عقراوي وفريقها أول من تحقق من صحة الوثيقة.
في 4 نوفمبر 2014، نشرت عقراوي نسخة مترجمة من الوثيقة، وأكد مسؤول في الأمم المتحدة في 4 أغسطس 2015 صحتها، مشيرًا إلى أنها وثيقة أصلية تُظهر استعباد النساء وحتى الفتيات القاصرات من قبل التنظيم.
كما كشفت تقارير أن التنظيم أعدم 19 فتاة رفضن ممارسة الجنس مع مقاتليه، وذلك بعد رفضهن الاسترقاق الجنسي.
في منتصف عام 2016، كتب الصحفيون لوري هينانت، ومايا أليروزو، وبالينت سزلانكو من أسوشيتد برس أن تنظيم الدولة الإسلامية شدّد "قبضته على نحو 3,000 امرأة وفتاة يُعتقد أنهن محتجزات كسبايا جنسيات"، رغم خسارته للأراضي أمام القوات العراقية.
استخدم التنظيم تطبيقات الهواتف الذكية المشفّرة لبيع النساء، خاصةً عبر تيليغرام وفيسبوك، وبدرجة أقل عبر واتساب. وفي إعلانات لبيع الفتيات شاهدتها وكالة أسوشيتد برس، ظهرت الكثير منهن مرتديات ملابس مزخرفة، وبعضهن يضعن مكياجًا ثقيلًا، وجميعهن ينظرن مباشرةً إلى الكاميرا، واقفات أمام كراسي فخمة أو ستائر مزركشة، وكأنهن في قاعة فندق متداعٍ. بعضهن بالكاد تجاوزن سن الابتدائية، ولا واحدة منهن تبدو أكبر من 30 عامًا.
وفي الفيلم الوثائقي "بنات الشمس"، وصفت نساء إيزيديات عملية البيع قائلات: "كان يوضع علينا بطاقات أسعار. باعونا بعشرة دولارات، عشرين دولارًا، بعضنا بمئة دولار، أو كهدية... [بيعت] خمس مرات".

#### حالات الحمل
مارس تنظيم الدولة أشكالًا متعددة من العنف الإنجابي ضد النساء والأطفال الإيزيديين لمنع الولادة. فتم إجبار النساء المستعبدات على تناول حبوب منع الحمل والحقن، كما أُجبرت الحوامل على الإجهاض القسري. وتفيد تقارير بأن النساء والفتيات الإيزيديات أُبلغن بأن عليهن إسقاط أطفالهن لأن المقاتلين في التنظيم لا يريدون سوى "أطفالًا مسلمين".
وكان من ضمن أشكال العنف أيضًا الإخصاب القسري بهدف إنتاج أطفال من آباء مقاتلين ومنع ولادة أطفال من أصل إيزيدي. وتُعدّ هذه الأفعال محاولات لتدمير الجماعة من خلال منع تكاثرها مستقبلاً، وتخلف آثارًا جسدية ونفسية وسياسية واجتماعية طويلة الأمد.

### الهروب والتحرير
منذ عام 2014، بُذلت جهود متواصلة لإنقاذ الإيزيديين المستعبَدين على يد تنظيم الدولة الإسلامية، بما في ذلك دفع الفديات.
تم تحرير عدد كبير منهم على يد قوات سوريا الديمقراطية خلال استعادتها لأراضٍ من سيطرة التنظيم في النزاع بين روج آفا والإسلاميين.
في نوفمبر 2014، نشرت نيويورك تايمز شهادات لخمس فتيات تمكنّ من الهرب من التنظيم وتحدثن عن معاناتهن.
وبحسب ميرزا دينايي، مؤسس منظمة جسر جوي العراق الألمانية-العراقية، فإن تنظيم الدولة كان يسجل "كل عبد وكل شخص تحت سيطرة مالكه، وبالتالي إن هربت، فإن أي نقطة تفتيش أو جهاز أمني تابع للتنظيم يعرف بأنها فتاة هاربة".
لسنة كاملة بعد بدء الاستعباد، نجح مهربون عرب وأكراد بتحرير متوسط 134 "أسيرًا" شهريًا. لكن بحلول مايو 2016، أدت حملة تشديد من التنظيم إلى تراجع الرقم إلى 39 فقط خلال ستة أسابيع، وفقًا لحكومة إقليم كردستان. واستهدف مقاتلو التنظيم المهربين وقتلوهم. وفي 2016، توقفت حكومة الإقليم عن تمويل شراء النساء من أسر التنظيم بسبب انخفاض أسعار النفط والخلافات المالية مع الحكومة العراقية.
لا تزال عمليات تحرير النساء الإيزيديات مستمرة، إذ تم العثور على امرأة إيزيدية في منزل قائد بتنظيم الدولة في أنقرة في يوليو 2020. كما أن فتاة إيزيدية عمرها 7 سنوات أُنقذت من قبضة اثنين من قادة داعش في أنقرة على يد السلطات التركية في فبراير 2021.[إخفاق التحقق]
وفي أكتوبر 2024، تم إنقاذ فوزية أمين سيدو، وهي امرأة إيزيدية خُطفت على يد داعش وبيعت لمناصر فلسطيني للتنظيم، من قطاع غزة على يد جيش الدفاع الإسرائيلي. كانت تبلغ 11 عامًا حين اختُطفت وظلت محتجزة لمدة عشر سنوات.

### المبرر الإسلامي المزعوم لاستعباد النساء غير المسلمات
في مجلته الرقمية دابق، صرّح تنظيم الدولة الإسلامية (داعش) صراحةً بأنه يبرر دينيًا استعباده للنساء الإيزيديات.
وقد دحض علماء الإسلام من التيار السائد مبررات داعش الدينية.
ووفقًا لصحيفة وول ستريت جورنال، فإن داعش يستند إلى معتقدات نهاية العالم ويدّعي "مبررًا بحديث يفسّرونه على أنه يشير إلى إحياء العبودية كأحد مؤشرات اقتراب نهاية العالم".
وفي أواخر عام 2014، أصدر تنظيم داعش كتيبًا حول كيفية معاملة الإماء.
وذكرت صحيفة نيويورك تايمز في أغسطس 2015 أن "الاغتصاب المنهجي للنساء والفتيات من الطائفة الإيزيدية أصبح متجذرًا بعمق في تنظيم الدولة الإسلامية ولاهوتِه المتطرف، منذ إعلان التنظيم عن إحياء العبودية كمؤسسة".

## اللاجئون الإيزيديون

### مذبحة الإيزيديين في جبل سنجار
أدى الهجوم الذي شنته الدولة الإسلامية (داعش) على منطقة سنجار في شمال العراق في الفترة بين 3 و4 أغسطس 2014 إلى فرار ما بين 30,000 إلى 50,000 من الإيزيديين إلى جبل سنجار، خوفًا من أن يُقتَلوا على يد تنظيم داعش. وكان هؤلاء قد تعرضوا لتهديدات بالقتل إذا رفضوا التحول إلى الإسلام. وقد صرح أحد ممثلي الأمم المتحدة قائلاً: "إن مأساة إنسانية تتكشف في سنجار".
في 3 و4 أغسطس 2014، أو بعد ذلك، توفي العديد من الأطفال الإيزيديين وبعض كبار السن أو الأشخاص ذوي الإعاقة نتيجة الجوع والعطش وحرارة الطقس الشديدة على جبل سنجار. وبحلول 6 أغسطس، أفاد الناجون أن 200 طفل إيزيدي قد توفوا أثناء فرارهم إلى جبل سنجار بسبب العطش والجوع والحرارة والجفاف.

#### التدخل العسكري الكردي
تمكن خمسون ألف إيزيدي كانوا محاصرين من قبل تنظيم الدولة الإسلامية (داعش) على جبل سنجار من الفرار بعد أن كسرت وحدات حماية الشعب الكردية وحزب العمال الكردستاني حصار داعش على الجبل. تم إنقاذ معظمهم على يد مقاتلي حزب العمال الكردستاني.
شملت عملية الإنقاذ متعددة الجنسيات إسقاط إمدادات على الجبال وإجلاء بعض اللاجئين بواسطة مروحيات. خلال عملية الإنقاذ، في 12 أغسطس، تحطمت مروحية تابعة للقوات الجوية العراقية بسبب الحمولة الزائدة على جبل سنجار، مما أسفر عن مقتل اللواء الطيار مجيد أحمد السعدي (قائد الطائرة) وإصابة 20 شخصًا.
في 8 أغسطس، قدم حزب العمال الكردستاني المساعدات الإنسانية وأقام مخيمات لأكثر من 3,000 لاجئ إيزيدي.
بحلول 20 أكتوبر، كان حوالي 2,000 إيزيدي، معظمهم من المقاتلين المتطوعين الذين ظلوا لحماية القرى، بالإضافة إلى مدنيين (700 عائلة لم تتمكن من الفرار بعد)، لا يزالون في منطقة سنجار. وكانوا قد اضطروا من قبل تنظيم الدولة الإسلامية (داعش) إلى أبوندونار آخر القرى التي كانت تحت سيطرتهم، دويلة وبرك، والتراجع إلى جبال سنجار.

### التحويلات القسرية إلى الإسلام
في مقال نُشر في واشنطن بوست، تم الإشارة إلى أن حوالي 7,000 إيزيدي قد تم إجبارهم على التحول القسري إلى "التفسير المتشدد للإسلام" الذي يتبناه تنظيم الدولة الإسلامية. تم نقل العديد من الفتيان الإيزيديين إلى الرقة في سوريا، حيث تم تدريبهم للقتال لصالح داعش، وكان بعضهم مجبرًا على القتال عندما بدأت القوات التي تقودها الولايات المتحدة في الاقتراب من التنظيم.

### عودة اليزيديين المهجّرين
بعد انسحاب تنظيم الدولة الإسلامية (داعش) من المنطقة خلال حملات القوات العراقية والكردية في أواخر عام 2017، ادعت كل من الحكومتين العراقية والكردية الحق في السيطرة على المنطقة. كان اليزيديون عالقين في الصراع السياسي، حيث عاد حوالي 15% فقط منهم إلى سنجار خلال هذه الفترة. عادوا إلى مدينة مهجورة تحتوي على مبانٍ مدمرة، وأجهزة ناسفة متروكة، وبقايا الذين قتلوا في المجزرة.
في نوفمبر 2017، تم العثور على مقبرة جماعية تحتوي على حوالي 70 شخصاً  وفي ديسمبر، تم اكتشاف مقبرة جماعية أخرى تحتوي على حوالي 90 ضحية.
ما زال الآلاف مفقودين. لمساعدة في البحث، يستخدم أصحاب الأعمال المحليون شبكاتهم من المعارف للعثور على الأشخاص. كما يستخدم الأسرى السابقون معارفهم لشراء النساء اليزيديات اللاتي تم بيعهن في العبودية الجنسية وإعادتهن إلى عائلاتهن. هذا يساعد أيضاً في منع بيع أعضائهن في السوق السوداء، حيث يمكن بيع كل عضو بقيمة تتراوح بين 60,000 إلى 70,000 دولار، حسبما أفاد مصدر من تنظيم الدولة الإسلامية.

#### مصير الأسرى اليزيديين لدى تنظيم الدولة الإسلامية
في يناير 2015، تم الإفراج عن حوالي 200 يزيدي من قبل تنظيم الدولة الإسلامية. اعتقد المسؤولون العسكريون الأكراد أنهم أُطلق سراحهم لأنهم أصبحوا عبئاً على التنظيم. في 8 أبريل 2015، تم الإفراج عن 216 يزيدياً، غالبيتهم من الأطفال والمسنين، بعد أن تم احتجازهم لمدة حوالي ثمانية أشهر. جاء إطلاق سراحهم بعد هجوم شنته القوات الجوية بقيادة الولايات المتحدة وضغوط من القوات البرية العراقية التي كانت تدفع شمالاً في إطار استعادة تكريت. وفقاً للجنرال هيوى عبد الله، قائد البيشمركة في كركوك، كانت الحالة الصحية للمفرج عنهم سيئة وكانوا يظهرون علامات من التعذيب والإهمال.
في مارس 2016، تمكنت القوات العراقية من تحرير مجموعة من النساء اليزيديات اللاتي كن محتجزات لدى تنظيم الدولة الإسلامية في عملية خاصة خلف خطوط التنظيم في مدينة الموصل.
في مارس 2016، تمكنت مجموعة مسلحة من حزب العمال الكردستاني من تحرير 51 يزيدياً كانوا محتجزين لدى تنظيم الدولة الإسلامية في عملية أسموها "عملية الانتقام لشهداء شيلو". قُتل ثلاثة من مقاتلي حزب العمال الكردستاني خلال العملية.
في أبريل 2016، تمكن حزب العمال الكردستاني مع وحدات مقاومة سنجار من تحرير 53 يزيدياً آخرين كانوا محتجزين لدى تنظيم الدولة الإسلامية.

## صعود الميليشيات اليزيدية المناهضة للعرب
وفقاً لتقرير من منظمة العفو الدولية، في 25 يناير 2015، شنَّ أعضاء من ميليشيا يزيدية هجوماً على قريتين عربيتين (جيري وسبايا) في منطقة سنجار بشمال العراق، مما أسفر عن مقتل 21 مدنياً. كما اختطف المسلحون 40 من السكان الآخرين، لا يزال 17 منهم مفقودين ويُفترض أنهم قد قُتلوا.

## تصنيف الإبادة الجماعية

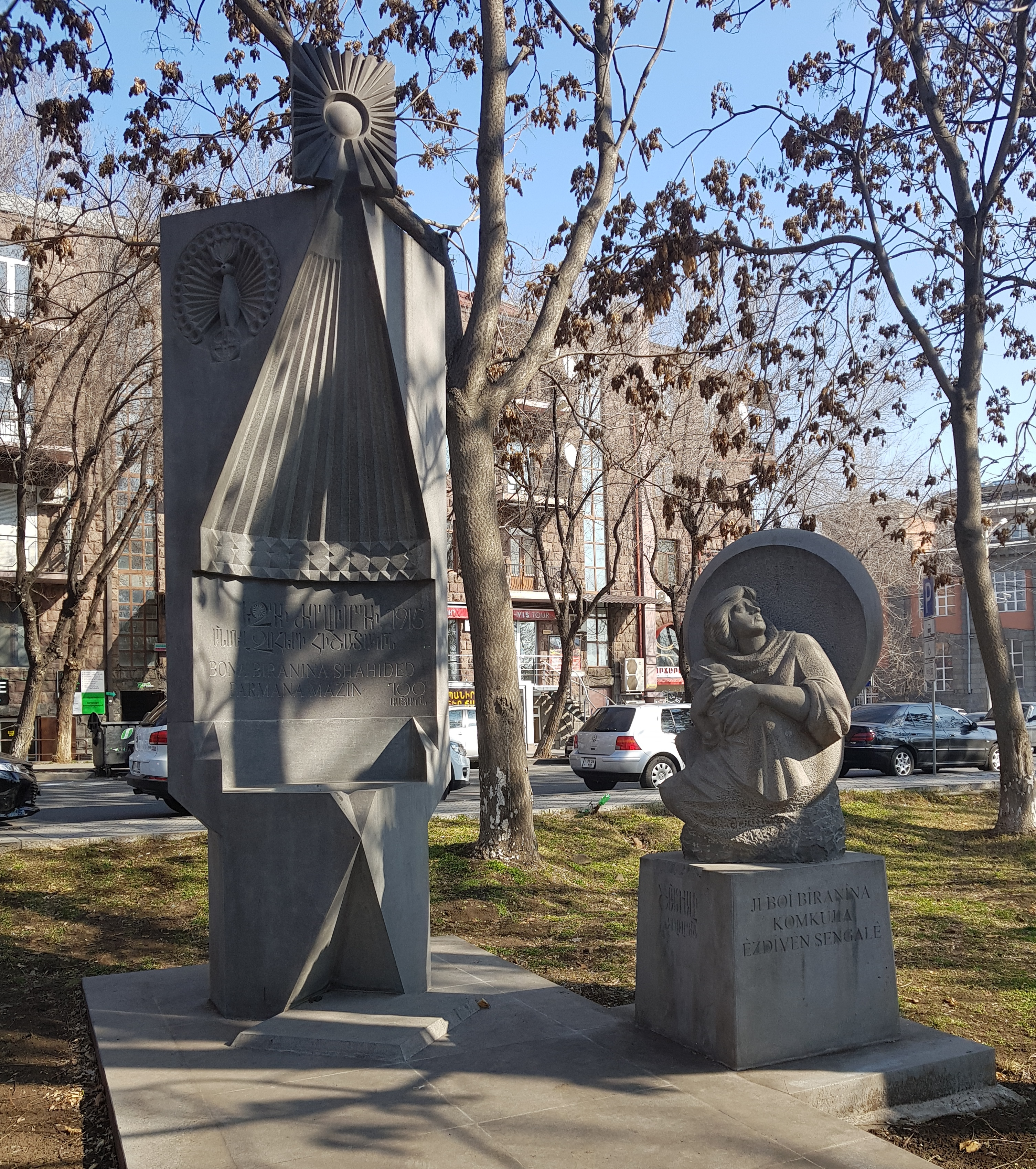
نصب الإبادة الجماعية لليزيديين في يريفان، أرمينيا

صنفت العديد من المنظمات الدولية والحكومات والبرلمانات، بالإضافة إلى بعض الجماعات، معاملة تنظيم الدولة الإسلامية (داعش) لليزيديين على أنها إبادة جماعية، وأدانت ذلك على هذا النحو. كما تم الاعتراف رسمياً بإبادة اليزيديين كإبادة جماعية من قبل عدة هيئات تابعة للأمم المتحدة وبرلمان الاتحاد الأوروبي. كما اعترفت بعض الدول بهذا التصنيف أيضًا، بما في ذلك الجمعية الوطنية الأرمينية وبرلمان أستراليا ومجلس العموم البريطاني ومجلس العموم الكندي ومجلس النواب الأمريكي. وقد دعم هذا الرأي العديد من الناشطين الحقوقيين الفرديين مثل نازاندي بيغيخاني والدكتورة وداد عقراوي.
في عام 2017، قامت الصحفيتان في قناة سي إن إن، جومانا كردشه وكريس جاكسون، بإجراء مقابلات مع أسرى يزيديين سابقين وصوروا حصريًا وحدة التحقيقات الجنائية التابعة لتنظيم داعش (DCIU)، وهي فريق من المحققين العراقيين الأكراد والغربيين الذين عملوا سراً في شمال العراق لأكثر من عامين، جمعوا خلالها الأدلة على جرائم الحرب التي ارتكبها تنظيم داعش.
- الأمم المتحدة:
  - في تقرير صادر في مارس 2015، صنف مكتب المفوض السامي للأمم المتحدة لحقوق الإنسان (UNHCR) اضطهاد الشعب اليزيدي كجريمة إبادة جماعية. وقد أشار التقرير إلى العديد من الفظائع مثل التحويل الديني القسري والعبودية الجنسية كجزء من حملة شريرة شاملة.[109][110]
  - في أغسطس 2017، ذكر "اللجنة الدولية المستقلة للتحقيق في الجمهورية العربية السورية" التابعة لمجلس حقوق الإنسان التابع للأمم المتحدة أن تنظيم داعش ارتكب جريمة الإبادة الجماعية من خلال محاولته تدمير اليزيديين عن طريق القتل، والعبودية الجنسية، والاستعباد، والتعذيب، والتهجير القسري، ونقل الأطفال، واتخاذ تدابير تهدف إلى حظر ولادة الأطفال اليزيديين. وأضافت اللجنة أن جريمة الإبادة الجماعية مازالت مستمرة، وأن المجتمع الدولي يجب أن يعترف بتأثيرات هذه الجريمة. وأشارت اللجنة إلى أن بعض الدول قد تختار تجاهل فكرة الإبادة الجماعية، إلا أن الفظائع يجب أن تُفهم، ويجب على المجتمع الدولي إنهاء عمليات القتل.[111]
  - في عام 2018، أيد فريق مجلس الأمن فكرة إنشاء فريق جديد للمساءلة يجمع الأدلة على الجرائم الدولية التي ارتكبها تنظيم داعش. ومع ذلك، لم يحظ هذا الاقتراح بدعم كامل من المجتمع الدولي، حيث يمكن أن يتجاوز أحيانًا الجرائم التي تشارك فيها جماعات مسلحة أخرى.[112]
  - في 10 مايو 2021، أكد فريق التحقيق التابع للأمم المتحدة لتعزيز المساءلة عن الجرائم التي ارتكبها تنظيم داعش (UNITAD) أن أفعال تنظيم داعش في العراق تشكل إبادة جماعية.[113][114][115]
- مجلس أوروبا: في 27 يناير 2016، اعتمدت الجمعية البرلمانية لمجلس أوروبا قرارًا ينص على أن "الأفراد الذين يعملون باسم الكيان الإرهابي الذي يسمي نفسه 'الدولة الإسلامية' (داعش) ... ارتكبوا أفعال إبادة جماعية وجرائم خطيرة أخرى يعاقب عليها القانون الدولي. يجب على الدول أن تتصرف بناءً على الافتراض أن داعش يرتكب إبادة جماعية ويجب أن تكون على دراية بأن هذا يتطلب اتخاذ إجراءات بموجب اتفاقية الأمم المتحدة لعام 1948 بشأن منع ومعاقبة جريمة الإبادة الجماعية". ومع ذلك، لم تحدد الضحايا.[116]
- الاتحاد الأوروبي: في 4 فبراير 2016، اعتمد البرلمان الأوروبي قرارًا بالإجماع للاعتراف بأن "ما يُسمى بـ 'داعش/داعش' يرتكب إبادة جماعية ضد المسيحيين واليزيديين، وغيرهم من الأقليات الدينية والعرقية الذين لا يتفقون مع تفسير داعش للإسلام"، وأن هذا يتطلب اتخاذ إجراءات بموجب اتفاقية الأمم المتحدة لعام 1948 بشأن منع ومعاقبة جريمة الإبادة الجماعية.[101][117] كما دعا إلى محاكمة المسؤولين عن ارتكاب هذه الفظائع لأسباب عرقية أو دينية، باعتبار ذلك انتهاكًا للقانون الدولي وجرائم ضد الإنسانية وإبادة جماعية.[101][117]
- الولايات المتحدة: اعترف وزارة الخارجية الأمريكية رسميًا بإبادة اليزيديين في المناطق التي كانت تحت سيطرة داعش في عامي 2016 و2017.[118] في 14 مارس 2016، صوت مجلس النواب الأمريكي بالإجماع 393-0 على أن الأعمال العنيفة التي ارتكبها داعش ضد اليزيديين والمسيحيين الشيعة وغيرها من الجماعات كانت أعمال إبادة جماعية. وبعد أيام، في 17 مارس 2016، صرح وزير الخارجية الأمريكي جون كيري أن العنف الذي بدأه داعش ضد اليزيديين وغيرهم يشكل إبادة جماعية.[106]
- بريطانيا: في 20 أبريل 2016، دعم مجلس العموم البريطاني بالإجماع اقتراحًا للاعتراف بأن معاملة اليزيديين والمسيحيين على يد تنظيم داعش تشكل إبادة جماعية، وإدانتها على هذا الأساس، وإحالة القضية إلى مجلس الأمن الدولي. وفي ذلك، تحدى أعضاء حزب المحافظين حكومتهم التي حاولت ثنيهم عن إصدار هذا البيان بسبب السياسة القانونية الطويلة لوزارة الخارجية التي تعود إلى اتفاقية الإبادة الجماعية لعام 1948، التي ترفض تقديم وصف قانوني للجرائم المحتملة. صرح وزير الخارجية، توبياس إلوود، – الذي تعرض للسخرية ووقف مقاطعته من قبل الأعضاء أثناء خطابه – بأنه شخصيًا يعتقد أن الإبادة الجماعية قد حدثت، لكنه قال إنه ليس من شأن السياسيين تحديد ذلك، بل يجب أن يكون ذلك من اختصاص المحاكم.[104] علاوة على ذلك، في 23 مارس 2017، تبنى البرلمان الإقليمي الاسكتلندي قرارًا ينص على: "يعترف البرلمان الاسكتلندي ويدين الإبادة الجماعية التي ارتكبها داعش ضد الشعب اليزيدي؛ ويعترف بمعاناة الإنسان الكبيرة والخسائر التي ألحقتها التعصب والعنف والتعصب الديني، [ويعترف ويدين] أيضًا الجرائم التي ارتكبها داعش ضد المسلمين والمسيحيين والعرب والأكراد وكل المجتمعات الدينية والعرقية في العراق وسوريا؛ ويثمن إجراءات الكونغرس الأمريكي، والبرلمان الأوروبي، ومجلس الشيوخ الفرنسي، والأمم المتحدة وغيرهم في الاعتراف رسميًا بالإبادة الجماعية".[119][120]
- كندا: في 25 أكتوبر 2016، دعم مجلس العموم الكندي بالإجماع اقتراحًا قدمته النائبة ميشيل ريمبل غارنر من حزب المحافظين الكندي للاعتراف بأن تنظيم داعش كان يرتكب إبادة جماعية ضد الشعب اليزيدي، والاعتراف بأن داعش لا يزال يحتفظ بالكثير من النساء والفتيات اليزيديات كسبايا جنسيات، ودعم التقرير الأخير للجنة الأمم المتحدة، واتخاذ إجراءات لتوفير اللجوء للنساء والفتيات اليزيديات خلال 120 يومًا.[105]
- فرنسا: في 6 ديسمبر 2016، وافق مجلس الشيوخ الفرنسي بالإجماع على قرار يعلن أن الأفعال التي ارتكبها تنظيم داعش ضد "الشعوب المسيحية واليزيدية، وغيرها من الأقليات والمدنيين" تشكل "جرائم حرب"، "جرائم ضد الإنسانية"، وتعد "إبادة جماعية". كما دعا الحكومة لاستخدام جميع القنوات القانونية للاعتراف بهذه الجرائم ومحاكمة مرتكبيها.[121] كما اعتمدت الجمعية الوطنية الفرنسية قرارًا مشابهًا بعد يومين (تم تقديمه في الأصل في 25 مايو 2016 من قبل إيف فروميون من حزب الجمهوريين)، حيث امتنعت المجموعة الاشتراكية والبيئية والجمهورية عن التصويت، بينما وافقت المجموعات الأخرى.[122][123]
- أرمينيا: في يناير 2018، اعترف البرلمان الأرمني وندد بالإبادة الجماعية التي ارتكبها تنظيم الدولة الإسلامية ضد اليزيديين في العراق في عام 2014، ودعا المجتمع الدولي لإجراء تحقيق دولي في الأحداث.[124]
- إسرائيل: تم في 21 نوفمبر 2018 تقديم مشروع قانون من قبل النائبة المعارِضة كسينيا سفيتلوفا للاعتراف بقتل تنظيم الدولة الإسلامية لليزيديين كإبادة جماعية، ولكن تم رفضه في تصويت من 58 إلى 38 في الكنيست. وقد برر الائتلاف الحكومي رفضه بأن الأمم المتحدة لم تعترف بعد بذلك كإبادة جماعية.[125]
- العراق: في 1 مارس 2021، مرر البرلمان العراقي قانون "الناجيات الإيزيديات" الذي يوفر المساعدة للناجيات من الهجمات التي ارتكبها تنظيم داعش ضد الإيزيديين، التركمان، المسيحيين والشبك، ويُعتبر هذه الجرائم إبادة جماعية وجرائم ضد الإنسانية.[126] ينص القانون على تقديم تعويضات، إجراءات لإعادة التأهيل والإدماج، معاشات، توفير الأراضي، الإسكان والتعليم، وكذلك حصة في التوظيف في القطاع العام.[127] في 10 مايو 2021، قررت بعثة الأمم المتحدة للتحقيق في الجرائم المرتكبة من قبل داعش (UNITAD) أن أعمال داعش في العراق تشكل إبادة جماعية.[113]
- بلجيكا: في 30 يونيو 2021، وافقت لجنة العلاقات الخارجية في مجلس النواب البلجيكي بالإجماع على قرار قدمه نواب المعارضةجورج دالمين (المركز الديمقراطي الإنساني) وكوان ميتسو (التحالف الفلمنكي الجديد) للاعتراف بمجزرة تنظيم داعش في أغسطس 2014 التي راح ضحيتها آلاف من رجال اليزيديين، وعبودية آلاف من النساء والأطفال اليزيديين، كإبادة جماعية. وقد دعا القرار الحكومة البلجيكية إلى زيادة جهودها لدعم الضحايا، وملاحقة الجناة (إما في محكمة الجرائم الدولية أو في محكمة خاصة جديدة).[128] في 17 يوليو 2021، صوت البرلمان البلجيكي بالإجماع للاعتراف بمعاناة اليزيديين على يد تنظيم داعش في 2014 كإبادة جماعية.[129]
- هولندا: في 6 يوليو 2021، مرر مجلس النواب الهولندي بالإجماع قرارًا قدمه النائب آن كويك (النداء الديمقراطي المسيحي) يعترف بجرائم تنظيم داعش ضد السكان اليزيديين كإبادة جماعية وجرائم ضد الإنسانية.[130]
- ألمانيا: في 19 يناير 2023، اعترف البوندستاغ الألماني بالإجماع بجرائم تنظيم داعش ضد اليزيديين كإبادة جماعية.[131] وقد دعت القرار، الذي قدمه كل من الحكومة والمعارضة، إلى ملاحقة الجناة وتقديم المساعدات لإعادة بناء القرى اليزيدية.[132]

## الجدول الزمني
| الجدول الزمني   | الأحداث المتعلقة بالإبادة الجماعية |
| --------------- | --- |
| 2013            | تهديد الطلاب اليزيديين في جامعة الموصل من قبل الإسلاميين |
| 10 يونيو 2014   | سقوط مدينة الموصل، ثاني أكبر مدينة في العراق، تحت سيطرة داعش |
| 16 يونيو 2014   | داعش يسيطر على تلعفر |
| 3 أغسطس 2014    | هجوم داعش على سنجار بعد انسحاب القوات الكردية. فر آلاف من اليزيديين إلى جبل سنجار ولكنهم وقعوا في الحصار دون طعام أو ماء. مات العديد منهم.                       |
| 4 أغسطس 2014    | قتل داعش ما لا يقل عن 60 رجلًا يزيديًا في قرية هاردان، بينما تم أخذ النساء والأطفال كأسرى إلى تلعفر.                                                               |
| 7 أغسطس 2014    | ضربات جوية من الولايات المتحدة "لإنهاء الحصار" على جبل سنجار. كان قد تم قتل أو أسر آلاف من اليزيديين بالفعل على يد داعش                                          |
| 9–11 أغسطس 2014 | القوات الكردية السورية تخلق ممرًا للهروب من جبل سنجار. وصل ما لا يقل عن 100,000 نازح داخلي إلى منطقة كردستان العراق                                               |
| 14 أغسطس 2014   | الولايات المتحدة تنهي عمليات الإمدادات الإنسانية على جبل سنجار                                                                                                   |
| 15 أغسطس 2014   | نفذ داعش مذبحة كوتشو بعد حصار استمر أسبوعين. تم قتل أغلب رجال القرية وأُجبر الفتيان على أن يصبحوا جنودًا أطفالًا؛ بينما تم بيع النساء والفتيات إلى العبودية الجنسية |
| أكتوبر 2014     | يستمر داعش في نشر دعايته حول استعباد اليزيديين عبر مجلة دابق[بحاجة لتوضيح]                                                                                       |
| 13 نوفمبر 2015  | قوات كردية ومجموعات مسلحة يزيدية تقوم بتحرير شنكال من داعش |
| 22 مارس 2019    | تم تحرير باغوز في شرق سوريا. يُقال أن داعش قد قطع رؤوس أسرى من اليزيديين. تم تحرير أطفال اليزيديين الذين كانوا مجندين في صفوف داعش                                |
| 27 أكتوبر 2019  | تم قتل زعيم داعش أبو بكر البغدادي على يد القوات الأمريكية في سوريا                                                                                               |
| 1 مارس 2021     | تم إقرار قانون تعويض الناجين من الإبادة الجماعية من قبل البرلمان العراقي لتقديم تعويضات، أراضٍ، ووظائف                                                            |

## ردود الأفعال الدولية

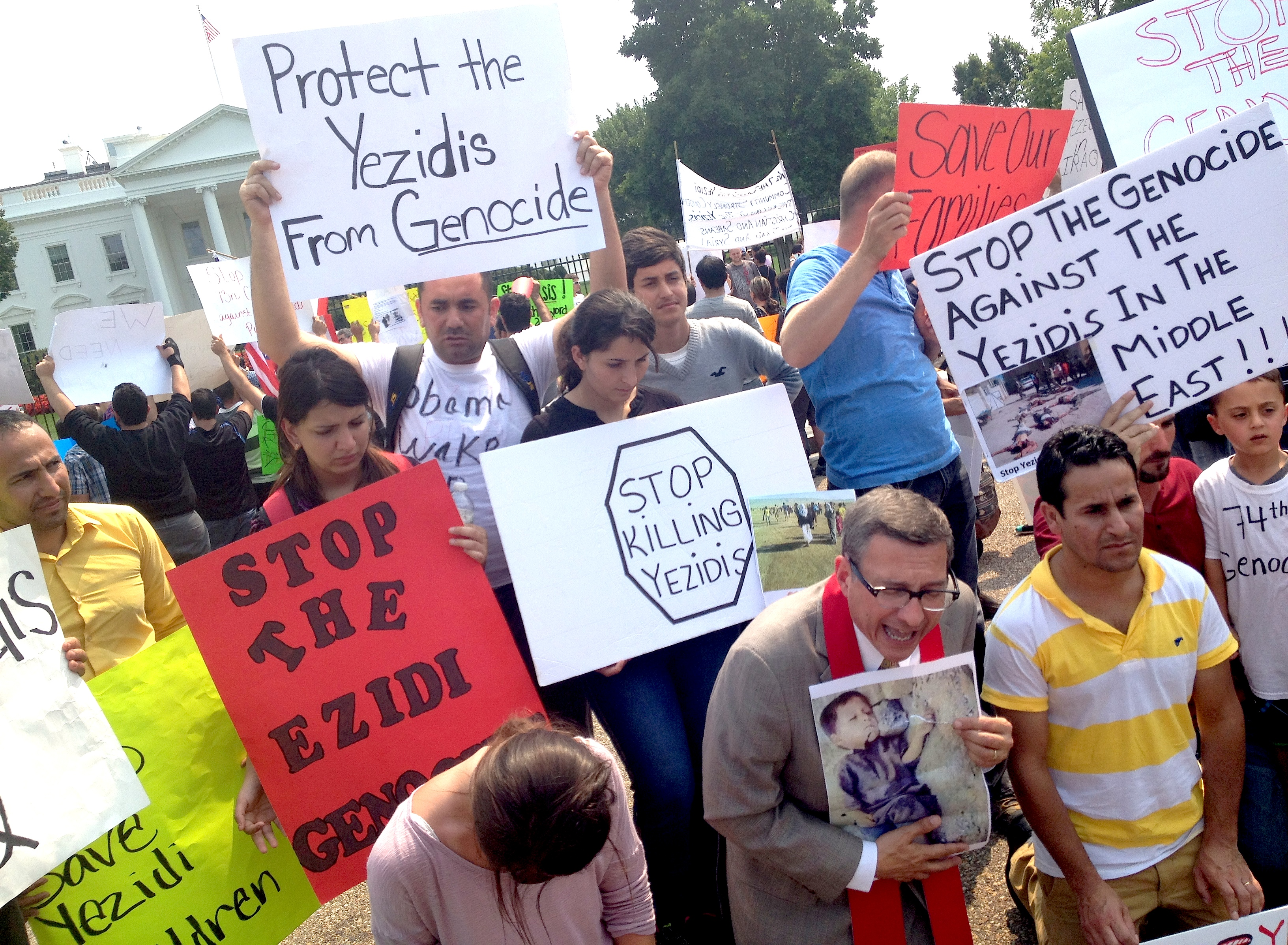
مظاهرة لليزيديين أمام البيت الأبيض في واشنطن العاصمة (أغسطس 2014)

تم إدانة فظائع تنظيم الدولة الإسلامية ضد اليزيديين بشدة من قبل علماء دين إسلاميين بارزين ومنظمات إسلامية.

### التدخل العسكري بقيادة الغرب
في 7 أغسطس 2014، أمر الرئيس الأمريكي باراك أوباما بشن غارات جوية مستهدفة على مسلحي تنظيم الدولة الإسلامية وتقديم مساعدات جوية عاجلة لليزيديين. بدأت الغارات الجوية في 8 أغسطس.
في 8 أغسطس 2014، أكدت الولايات المتحدة أن تدمير شعب اليزيديين على يد تنظيم الدولة الإسلامية كان بمثابة إبادة جماعية.
وكان الرئيس أوباما قد وافق على الهجمات لحماية اليزيديين ولكن أيضاً لحماية الأمريكيين والأقليات العراقية. كما أكد الرئيس أوباما أنه لن يتم نشر قوات للقتال. ومع الغارات الجوية في 9 أغسطس، أسقطت الولايات المتحدة 3,800 جالون من المياه و16,128 وجبة جاهزة (MRE). بعد هذه الإجراءات، صرحت المملكة المتحدة وفرنسا بأنهما سيبدآن أيضاً بإسقاط المساعدات الجوية.
في 10 أغسطس 2014، في حوالي الساعة 2:15 صباحاً بتوقيت شرق الولايات المتحدة، نفذت الولايات المتحدة خمس غارات جوية إضافية على مركبات مسلحة وموقع مدفع هاون، مما مكن 20,000 إلى 30,000 من اليزيديين العراقيين من الفرار إلى سوريا ثم تم إنقاذهم من قبل القوات الكردية. ثم وفرت القوات الكردية مأوى لليزيديين في دهوك.
في 13 أغسطس 2014، زار أقل من 20 جندياً من القوات الخاصة الأمريكية، بالإضافة إلى جنود بريطانيين من القوات الجوية الخاصة، المنطقة بالقرب من جبل سنجار لجمع المعلومات الاستخباراتية والتخطيط لإجلاء حوالي 30,000 من اليزيديين الذين لا يزالون محاصرين على جبل سنجار. كما تم نشر 129 جندياً إضافياً من الجيش الأمريكي في أربيل لتقييم الوضع وتقديم تقرير للرئيس أوباما. وقد أفاد القيادة المركزية الأمريكية أنه تم تنفيذ عملية إسقاط سابع وأنه حتى الآن تم إسقاط 114,000 وجبة وأكثر من 35,000 جالون من المياه للمشردين اليزيديين في المنطقة.
في بيان صدر في 14 أغسطس 2014، قالت البنتاغون إن الـ 20 جندياً الأمريكيين الذين زاروا المنطقة في اليوم السابق خلصوا إلى أن عملية إنقاذ ربما لم تكن ضرورية بما أن الخطر الناتج عن التعرض أو الجفاف كان أقل، ولم يعد يُعتقد أن اليزيديين كانوا في خطر من هجوم من تنظيم الدولة الإسلامية. كما أفادت التقديرات بأن 4,000 إلى 5,000 شخص كانوا لا يزالون على الجبل، وكان نحو نصفهم من الرعاة اليزيديين الذين كانوا يعيشون هناك قبل الحصار.
قال المسؤولون الكرديون ولاجئو اليزيديين إن آلافاً من الشباب والمسنين والمعوقين على الجبل كانوا لا يزالون عرضة للخطر، حيث قال محافظ محافظة دهوك في كردستان فرهاد آتروتشي إن التقييم "غير صحيح" وأنه رغم معاناة الناس، "المجتمع الدولي لا يتحرك".

#### المساعدات الإنسانية
| ”                       | تم بناء معسكرات النازحين لتكون حلولاً مؤقتة، ولكنها تقيدك في حلقة من البقاء اليومي، بدلاً من أن تسمح لك بالتقدم نحو التعافي. | “ |
| —نادية مراد، أغسطس 2022 | |   |

حوالي 30,000 إلى 40,000 من الإيزيديين فرّوا إلى سوريا، بينما لجأ 100,000 إلى مناطق تحت سيطرة الأكراد في زاخو، العراق. في سوريا، قدمت المفوضية السامية للأمم المتحدة لشؤون اللاجئين (UNHCR) مساعدات مادية ونقلت اللاجئين، بينما قامت المجتمعات المحلية بإعداد الطعام لهم.
أما تركيا، فاستقبلت في البداية 2,000 لاجئ إيزيدي في منطقة سيلوبي، حيث تم توفير الغذاء والرعاية الطبية لهم، لكن بعض اللاجئين تم منعهم من الدخول. كما أن هيئة إدارة الكوارث التركية (AFAD) أنشأت مخيمات للاجئين في زاخو، العراق. وبحلول 31 أغسطس، ذكرت التقارير أن تركيا كانت تستضيف حوالي 16,000 لاجئ إيزيدي.
الجيش الأمريكي أسقط مساعدات غذائية ومياه على اليزيديين المحاصرين في جبل سنجار. وأفادت صحيفة توديز زامان (بالإنجليزية: Today's Zaman) بأن تركيا أيضًا قامت بإسقاط مساعدات إنسانية للاجئين الإزيديين في العراق.

### الأمم المتحدة، الجامعة العربية، والمنظمات غير الحكومية
- الأمم المتحدة – في 13 أغسطس 2014، أعلنت الأمم المتحدة أزمة اليزيديين بأنها "طوارئ من المستوى الثالث" الأعلى، وقالت أن هذا الإعلان "سيسهم في تسهيل تعبئة موارد إضافية من السلع والأموال والموارد لضمان استجابة أكثر فعالية لاحتياجات السكان المتأثرين بالنزوح القسري".[165] في 19 مارس 2015، خلصت لجنة من الأمم المتحدة إلى أن تنظيم داعش "قد يكون ارتكب" إبادة جماعية ضد اليزيديين، حيث صرّحت رئيسة اللجنة، سوكي ناغرا، بأن الهجمات على اليزيديين "لم تكن عفوية أو حدثت فجأة، بل كانت مدبّرة بوضوح".[166]
- الجامعة العربية – في 11 أغسطس 2014، اتهمت الجامعة العربية تنظيم داعش بارتكاب جرائم ضد الإنسانية من خلال اضطهاد اليزيديين.[167][168]
- دفاع دولي – في 6 سبتمبر 2014، أطلقت منظمة "دفاع دولي" حملة عالمية بعنوان "أنقذوا الإزيديين: العالم يجب أن يتصرف الآن" لزيادة الوعي حول مأساة الإزيديين في سنجار؛ وتنسيق الأنشطة المتعلقة بتكثيف الجهود لإنقاذ النساء والفتيات الإزيديات والمسيحيات اللواتي أسرهن داعش؛ وتوفير منصة للنقاش وتبادل المعلومات حول المسائل والأنشطة ذات الصلة بضمان حقوق الإزيديين الأساسية أينما كانوا؛ وبناء جسر بين الشركاء المحتملين والمجتمعات التي تعمل في مجال حقوق المرأة والفتيات وكذلك العاملين على إنهاء العبودية المعاصرة والعنف ضد النساء والفتيات.[50][169] وقد شددت لجنة الحرية الدينية الدولية في الولايات المتحدة (USCIRF) على التهديدات المستمرة ضد الإزيديين ودعت الحكومة الأمريكية إلى اتخاذ إجراءات لدعم حقوق الإنسان والحرية الدينية لهذه المجموعة في العراق.[170]

### محاكمات أفراد من تنظيم الدولة الإسلامية
مثلَت المحامية أمل كلوني من مركز العدالة والمحاسبة خمس نساء من اليزيديين أمام lحكمة المقاطعة الأمريكية للمنطقة الشرقية في فيرجينيا ضد أم سياف، مطالبة بمحاكمة سياف لدورها في استعبادهن. في 2021، أدانت المحاكم الألمانية نساء من تنظيم الدولة الإسلامية لدورهن في استعباد النساء الإزيديات. كما تم محاكمة طه الجميلي، عضو في تنظيم الدولة الإسلامية، في المحاكم الألمانية لدوره في الإبادة الجماعية ضد الإزيديين، بما في ذلك قتل فتاة تبلغ من العمر خمس سنوات. وأصدر تقرير من لجنة العدالة الإيزيدية يتهم تركيا وسوريا والعراق بالفشل في منع ومعاقبة الإبادة الجماعية.
في نوفمبر 2019، أعلن الرئيس التركي رجب طيب أردوغان أن السلطات التركية قد اعتقلت أسما فوزي محمد الدليمي، الزوجة الأولى لـ أبو بكر البغدادي. ذكر مسؤول تركي أنها قد تم اعتقالها في 2 يونيو 2018 في محافظة هاتاي، برفقة 10 آخرين. تم الحكم عليها بالإعدام في العراق في 10 يوليو 2024، كعقوبة لعملها مع تنظيم الدولة الإسلامية واحتجازها لنساء إزيديات في منزلها.

### إعادة توطين اللاجئين الإزيديين
دعا كل من عضوا مجلس الشيوخ الأمريكي إيمي كلوبوشار وليندسي غراهام الرئيس الأمريكي جو بايدن للمساعدة في إعادة توطين الناجين الإزيديين من حملة تنظيم الدولة الإسلامية بين 2014 و2017.